# Гартлпул
Гартлпул (англ. Hartlepool) — портове місто на північному сході Англії. Раніше входило до складу графства Дарем, нині — головне місто унітарної одиниці Гартлепул.
За 4 км на південь від міста розташована атомна електростанція.
У місті Гартлепул базується професійний футбольний клуб «Гартлпул Юнайтед».
Тут народився Майкл Райс — британський співак, представник Великої Британії на конкурсі Євробачення-2019.

## Пам'ятки
- HMS Trincomalee[ru] — корабель-музей, вітрильний фрегат 1817 року